# Reggiano rosso
Il Reggiano rosso è un vino DOC la cui produzione è consentita nella provincia di Reggio Emilia.

## Caratteristiche organolettiche
- colore: rosso - intensità da 4,00 a 8; tonalità max 0,90
- odore: caratteristico, fruttato, floreale
- sapore: secco, abboccato, amabile, dolce, anche vivace, gradevole, pieno

## Produzione
Provincia, stagione, volume in ettolitri
- nessun dato disponibile